# 礫石似骨鮡
礫石似骨鮡，為輻鰭魚綱鯰形目骨鮡科的其中一種，為熱帶淡水魚類，分布於亞洲印度淡水流域，體長可達4.3公分，棲息在礫石底質、水質清澈、流動的溪流底層水域，生活習性不明。

## 扩展阅读
維基物種上的相關：礫石似骨鮡